# Етногенеза Азера
Азери или Азербејџанци (или Азербејџански Турци) су мешаног етничког порекла. У ове народе спадају аутохтони народи источног Закавказја (Лезгини), Међани, древни ирански народ, као и огушка племена која су из централне Азије стигла у 11. веку. Међутим, модерни Азери су друга највећа етничка група међу туркијским народима, после анатолијских Турака (или само Турака), и говоре азерски или азербејџански, који је туркијски језик.
Између 3. и 7. века постојала је персијанизација народа, за време сасанидске династије. До накнадне туркизације је довело након што су Турци Селџуци ову регију освојили у 11. веку, као и настављен инфлукс туркијских народа преко накнадних векова – укључујући народе који су мигрирали за време монголских освајања у 13. веку.

## Кавкаска теорија
Кавкаско порекло Азера дефинише повезаност Азера са кавкаским народима. Постоје докази како су аутохтони кавкаски народи културно асимиловани, прво од стране Иранаца, и касније од стране огушких Турака. Знатна информација је научена о кавкаским Албанцима и њиховом језику, историји, раном преласку на хришћанство, и приске везе са Јерменима. Многи академици верују да је удински језик, којим се и данас говори у Азербејџану, директан потомак језика кавкаских Албанаца.
Кавкаски утицаји су се ширили на југу, према иранском Азербејџану. У 1. миленијуму пре Христа, још један кавкаски народ, Манејци, настањивао је ово подручје. Ову древну државу данас налазимо у северозападном делу Ирана, јужно од Урмијског језера. За време постојања те државе у 1. миленијуму пре Христа, Манејци су били окружени трима великим силама – Асирија, Урарту, и Медија.

## Иранска теорија
Иранско порекло Азера дефинише повезаност са модерним Азерима и древним иранским народима, познатији као ирански Азери. Неки историчари предлажу постојање староазерског језика, културних сличности међу Азера и иранским народа, као и археолошких и етничких доказа. Ову теорију прихватају разни извори, попут Енциклопедије Британике, Енциклопедије ислама, Енциклопедије Иранике, светске енциклопедије итд.

## Огушка теорија
Арапски историчар Ибн ал-Хатир, наводи како су огушки Турци дошли у Трансоксијану у време калифата Ал-Махди између 775. и 785. године нове ере. За време калифата Ал-Мамун (813–833), име Огузи се први пут појављује у делима исламских писаца. Од 780. године, источне делове Сир Дарје освајају Турци Карлуци и западне крајеве (Огушка степа) освајају огушки Турци.
У југозападној Азији, огушки Турци доминирају од 11. века, са селџучким царством. Југозападни турски дијалекти су заменили татски и староазерски језик, и средњоперсијске дијалекте у северном Ирану, као и кавкаске језике, нарочито удински, и постали доминантни за време раног и позног средњег века. Процес турцизације је завршен у 16. веку.

## Генетика
Митохондријски гени, односно наслеђени носиоци, показују да су Јермени и Азери ближи сродници другим кавкаским и иранским народима који говоре различитим језицима. Због језичких разлика повезаних народа, ове информације нису у стању објаснити порекло азерског и јерменског језика.
Студије хромозома Y иранских научника показују да је главни разлог ширења турског језика у том подручју мали број мушкараца из политичке елите који су у популацији оставили врло мало генетских трагова. Ово је један од резултата истраживања о идентификацији Y-ДНА хаплогрупа међу Азерима:
J2: 20%
R1b: 17%
J1: 14%
R1a: 11%
G: 7%
E1b: 7%
T: 4%
L: 3%
C3: 3%
I2: 2%
R2: 2%
N: 2%
Q: 2%
I1: 2%
H: 2%